# Periaptodes olivieri
Periaptodes olivieri là một loài bọ cánh cứng trong họ Cerambycidae.